# Record Japan
Record Japan é um canal de televisão por assinatura japonês que transmite a programação da rede brasileira RecordTV para todo o país. A emissora foi fundada em julho de 2008 e possui sua sede instalada no município de Hamamatsu.

## Área de cobertura
Atualmente, a Record Japan distribui seu sinal ao vivo pelo YouTube para os seguintes países:

### Ásia
- Japão
- Coreia do Sul
- Filipinas
- Taiwan
- Timor-Leste

### Oceania
- Austrália
- Nova Zelândia